# Pentax 645Z
645D
Le Pentax 645Z est un appareil photographique reflex numérique moyen format de 51,4 mégapixels, qui a été lancé sur le marché le 27 juin 2014 .

## Caractéristiques

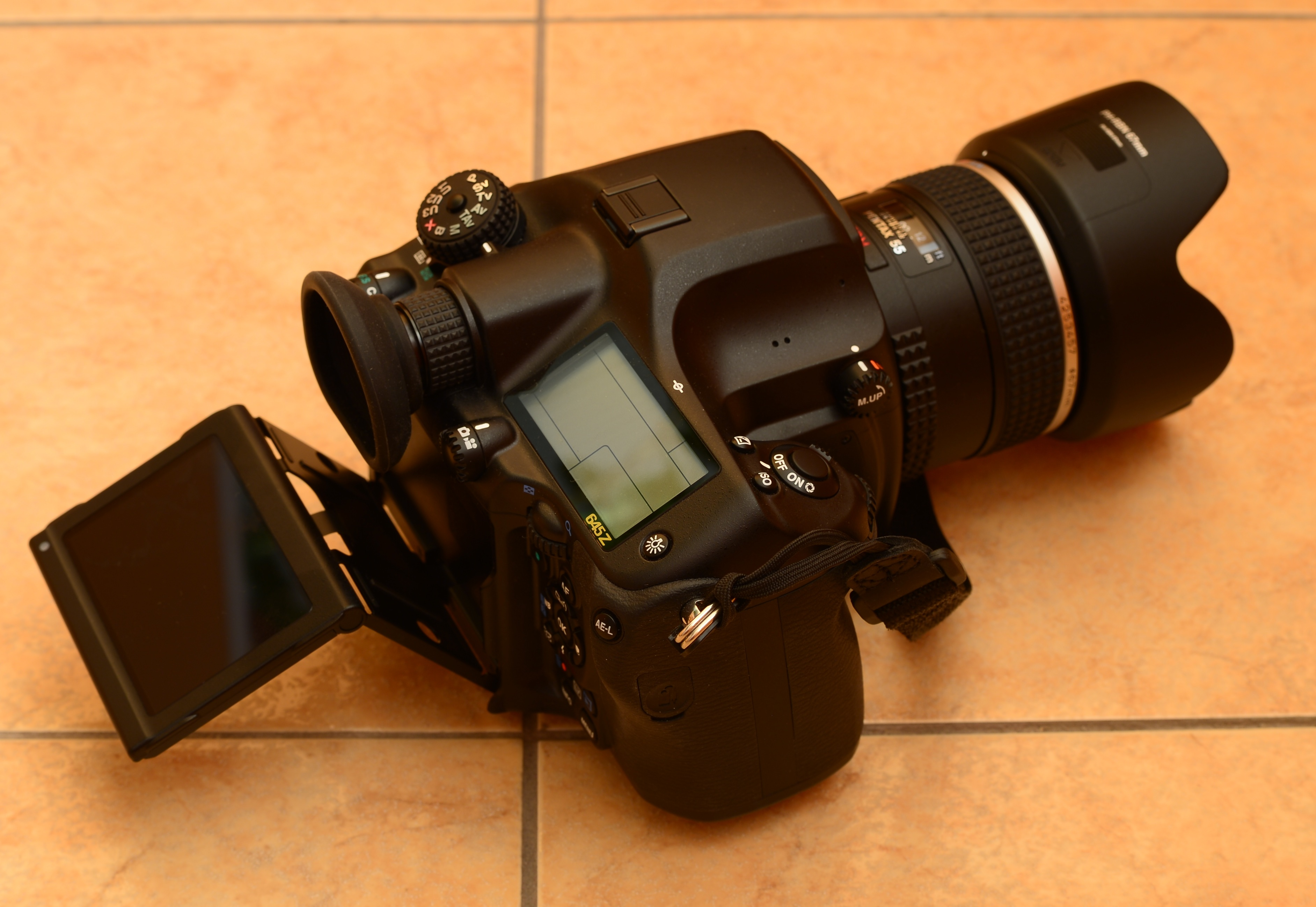
Vue arrière.

Le viseur est de type optique avec une couverture 98 % du champ. 
Il est le premier moyen format Pentax à utiliser un capteur CMOS, qui offre la fonction Live View, et une sensibilité beaucoup plus élevé que sur le modèle précédent.
Son écran arrière est inclinable vers le haut et vers le bas.
La monture d'objectif est la monture Pentax 645 des précédents modèles (645, 645N, 645D).
Son autofocus dispose de 27 collimateurs.

## Version sans filtre Infra-rouge
Ricoh a annoncé le 30 novembre 2015 la sortie d'un modèle sans filtre infra-rouge, baptisé 645Z IR, permettant une sensibilité du spectre jusqu'à 1100 nm. Cette version est principalement destinée à des applications astrophotographiques, scientifiques et de reproduction artistique.  